# Metztli
Meztli, Metzi ou Metzti (em nahuatl: metztli, 'a lua' ou 'a lua negra'; metztli, lua, tliltic, negro') na mitologia asteca, é o deus que se tornou a deusa da Lua. Nas culturas nativas da América as divindades eram associadas aos elementos do ambiente. A imagem da divindade superior era representada, às vezes, pelo Sol; e a figura feminina, pela Lua. A relação dos nomes não é nada estranha nas culturas indígenas, associando-lhe também uma cobra de estimação que carregava água do céu em seu estômago. Pelo que é sabido sobre o amplo conhecimento da cultura maia, já era conhecido o efeito gravitacional da Lua e sua influência sobre as marés na terra; Metzi tinha o poder de dominar a água do planeta através da serpente, que enviava as tempestades ou inundações; a figura também representava o amor maternal.